# Mariastella Gelmini
Mariastella Gelmini (Leno, 1º luglio 1973) è una politica italiana.
Già esponente di Forza Italia, con la quale è stata eletta deputata nella XV, XVI, XVII e XVIII legislatura,
ha ricoperto l'incarico di ministra dell'istruzione, dell'università e della ricerca nel governo Berlusconi IV (2008-2011). È stata anche consigliera comunale di Milano (2016-2021) e capogruppo di Forza Italia alla Camera dal 27 marzo 2018 al 13 febbraio 2021, quando è stata nominata ministra per gli affari regionali e le autonomie nel governo Draghi.
Dissentendo dalle decisioni assunte da Forza Italia nel luglio 2022 nel corso della crisi del governo Draghi, ha deciso di abbandonare il partito ed è entrata in Azione, con cui si è candidata senatrice alle elezioni politiche del 25 settembre, risultando eletta. Dal 28 ottobre 2022 è vicesegretaria e portavoce di Azione fino all'abbandono del partito.

## Biografia

### Studi e vita familiare
Nata a Leno, ma cresciuta a Milzano, nella provincia di Brescia, dopo aver frequentato il liceo ginnasio "Daniele Manin" di Cremona e per un breve periodo il liceo "Girolamo Bagatta" di Desenzano del Garda, Gelmini si è diplomata presso il liceo privato confessionale "Arici" di Brescia, con votazione finale di 50/60.
Ha frequentato l'Università degli Studi di Brescia, dove si è laureata in giurisprudenza con votazione finale di 100 su 110 con la tesi "referendum di iniziativa regionale" e si è specializzata in diritto amministrativo. A ventinove anni ha superato l'esame di Stato per la professione di avvocato presso la Corte d'appello di Reggio Calabria nel 2002, dopo aver svolto il primo anno di praticantato a Brescia e il secondo nella stessa città di Reggio Calabria. Tale spostamento, come spiega Gelmini stessa, fu motivato dal fatto che a Reggio Calabria c'era una percentuale di esami superati di circa il 90% contro una percentuale di circa il 30% delle città del nord Italia.
Il 6 maggio 2015 riceve il Premio "Guido Carli" nella sala della Regina a Montecitorio da parte della giuria composta da Barbara Palombelli, Vittorio Feltri, Mario Orfeo, Roberto Rocchi, Franco Bernabè, Antonio Patuelli, Matteo Marzotto, Giovanni Malagò, Debora Paglieri e Guido Massimo Dell’Omo.

### Vita privata
È figlia dell'ex-sindaco democristiano del comune di Milzano, già proprietario di una piccola azienda agricola. Ha una sorella, Cinzia, maestra elementare, rappresentante della CGIL.
Nel 2010 diventa madre di Emma, avuta con il compagno bergamasco Giorgio Patelli, immobiliarista, già socio della Tecno-Geo e membro del comitato regionale per le valutazioni di impatto ambientale sull'apertura di nuove cave. I due si sono sposati a Sirmione il 23 gennaio 2010 e si sono separati nel 2015.

## Carriera politica

### Gli inizi
Con la discesa in campo nella politica di Silvio Berlusconi aderisce a Forza Italia, dove nel 1998 si è posizionata prima tra gli eletti alle amministrative, ricoprendo la carica di presidente del consiglio del comune di Desenzano del Garda fino al 2000, anno in cui fu sfiduciata. Le supposte motivazioni di tale voto di sfiducia, da alcuni giornali riportate come «manifesta incapacità ed improduttività politica ed organizzativa», non sono confermabili, dal momento che la relativa delibera del consiglio comunale non sarebbe consultabile, fatto che ha suscitato polemiche per l'impossibilità di accedere ad un atto pubblico e un'interrogazione parlamentare in merito.
Secondo il segretario generale del Comune di Desenzano del Garda – intervistato dal quotidiano BresciaOggi – la frase della mozione di sfiducia attesterebbe che «il presidente del consiglio comunale ha dimostrato scarsa sollecitudine nell'adempimento dei suoi doveri istituzionali tra cui il mancato controllo dell'attuazione di molteplici delibere consiliari». Secondo il settimanale L'Espresso, le critiche più pesanti arrivarono dalla stessa maggioranza, da tre consiglieri di Forza Italia, che parlarono di «inspiegabile attaccamento esclusivo orientato alle cariche».

### Assessore provinciale e Consigliere regionale
Alle elezioni comunali in Lombardia del 2002 viene eletta consigliere comunale di Desenzano del Garda, venendo nominata nello stesso anno assessore al territorio della provincia di Brescia nella giunta di centro-destra guidata da Alberto Cavalli, realizzando il "Piano Territoriale di Coordinamento Provinciale" e ottenendo il riconoscimento di nuovi parchi quali il Parco della Rocca e del Sasso di Manerba e l'ampliamento del Parco delle colline di Brescia e del Parco del lago Moro.
Alle elezioni amministrative del 2004 si candida a consigliere provinciale di Brescia per Forza Italia nel collegio di Travagliato, ma non è eletta: dal 2004 al 2005 è stata assessore provinciale all'agricoltura nella seconda giunta di Cavalli.
Prima degli eletti con 17.376 preferenze alla Regione Lombardia nella circoscrizione di Brescia per Forza Italia, entra nel Consiglio Regionale della Lombardia nell'aprile del 2005. Il mese successivo, a seguito del successo elettorale, diventa coordinatrice regionale di Forza Italia in Lombardia, incarico che manterrà fino a maggio 2008 quando gli subentra l'europarlamentare Guido Podestà.

### Deputato e Ministro
Alle elezioni politiche del 2006 viene candidata alla Camera dei deputati, ed eletta tra le liste di Forza Italia nella circoscrizione Lombardia 2, dimettendosi da consigliere regionale. Durante il mandato è stata membro della giunta per le autorizzazioni a procedere, del comitato parlamentare per i procedimenti di accusa e della II commissione giustizia.
È autrice del progetto di legge "per la promozione e l'attuazione del merito nella società, nell'economia e nella pubblica amministrazione", presentato il 5 febbraio 2008. Ha inoltre fatto parte del comitato costituente del Popolo della Libertà dove ha coordinato il gruppo di lavoro sullo statuto del nuovo movimento politico.
Nel 2008 è stata rieletta alla Camera dei Deputati nella circoscrizione Lombardia 2 per il Popolo della Libertà ed è stata Ministro dell'istruzione, dell'università e della ricerca nel Governo Berlusconi IV dall'8 maggio 2008 al 16 novembre 2011. Suo consigliere politico nell'ambito dell'incarico di governo è stato il deputato Giorgio Stracquadanio, qualificato sulla stampa come lo spin doctor del Presidente del Consiglio Silvio Berlusconi.. È eletta presidente del gruppo Forza Italia alla Camera.

### Vice-capogruppo di Forza Italia alla Camera
Alle politiche del 2013 viene riconfermata alla Camera nel medesimo collegio, dove il 25 marzo 2013 è stata eletta vice-capogruppo vicario del gruppo parlamentare PdL alla Camera dei deputati.
Il 16 novembre 2013, con la sospensione delle attività del Popolo della Libertà, aderisce alla rinascita di Forza Italia, diventando il successivo 24 marzo 2014 membro del Comitato di Presidenza di Forza Italia e venendo poi nominata coordinatrice del partito in Lombardia.
Il 4 febbraio 2015, in seguito alla rottura del Patto del Nazareno con l'elezione di Sergio Mattarella a Presidente della Repubblica e i dissidi interni al partito, rimise nelle mani di Silvio Berlusconi le dimissioni dall'incarico di vice-capogruppo, insieme al capogruppo Renato Brunetta con gli omologhi del Senato Anna Maria Bernini e Paolo Romani, ma Berlusconi le respinse.
Nell'aprile 2016 viene ufficializzata come capolista del partito a sostegno del candidato sindaco di Milano Stefano Parisi, risultando la prima eletta in città con 11 990 preferenze.

### Capogruppo alla Camera e Ministro degli affari regionali

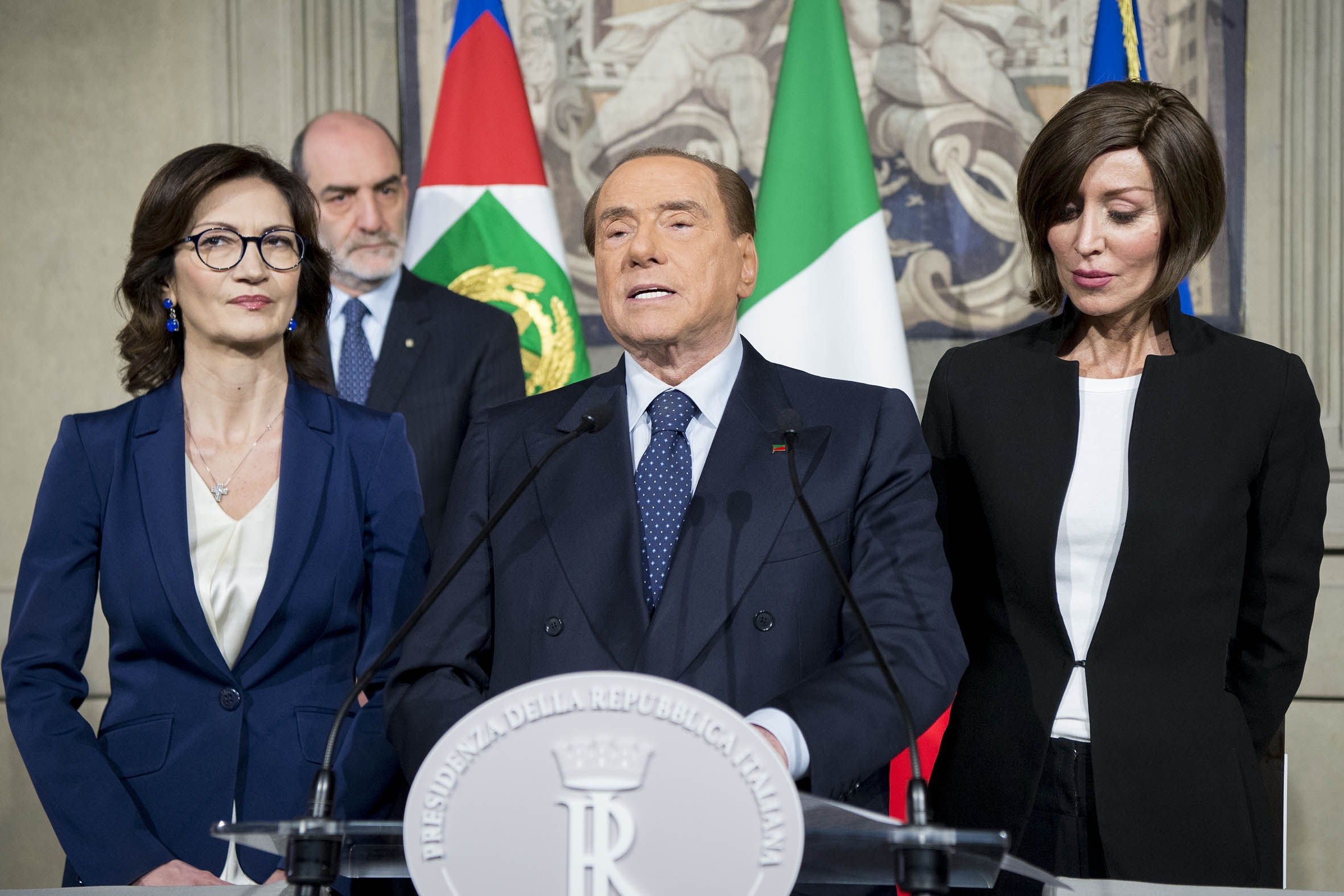
Gelmini (a sinistra) con Anna Maria Bernini e Silvio Berlusconi durante le consultazioni del 2018.

Alle elezioni politiche del 2018 viene candidata alla Camera nel collegio uninominale Lombardia 3 - 03 (Desenzano del Garda) per la coalizione di centro-destra in quota Forza Italia e viene eletta deputata con il 51,65% dei voti, superando Luca Lorenzo Castigliego del Movimento 5 Stelle (21,29%) e Maria Chiara Soldini del centrosinistra (20,48%). Successivamente il 27 marzo viene eletta capogruppo di Forza Italia alla Camera dei Deputati.
Il 30 maggio 2019, dopo le elezioni europee di quell'anno, si dimette da coordinatrice regionale di Forza Italia in Lombardia per via dell’incarico di capogruppo alla Camera.
Il 1º agosto dello stesso anno, Berlusconi nomina un nuovo Coordinamento del partito composto da Sestino Giacomoni, Antonio Tajani e le due capigruppo Mariastella Gelmini e Anna Maria Bernini e l’anno seguente anche da Gianni Letta, Niccolò Ghedini, Jole Santelli e lo stesso Berlusconi in occasione delle riunioni tenute durante l’emergenza COVID-19. Il 12 maggio Berlusconi nomina un nuovo coordinamento di 14 persone tra le quali c’è anche Gelmini.
Il 12 febbraio 2021 viene nominata Ministro per gli affari regionali e le autonomie del Governo Draghi. Giura il giorno successivo, il 13 febbraio 2021.

### La rielezione con Azione e il ritorno nel centro-destra
Il 20 luglio 2022 lascia Forza Italia, suo partito per oltre 20 anni, in polemica con la decisione dei senatori forzisti di non partecipare al voto di fiducia a sostegno del Governo Draghi. Il 29 luglio aderisce ufficialmente ad Azione.

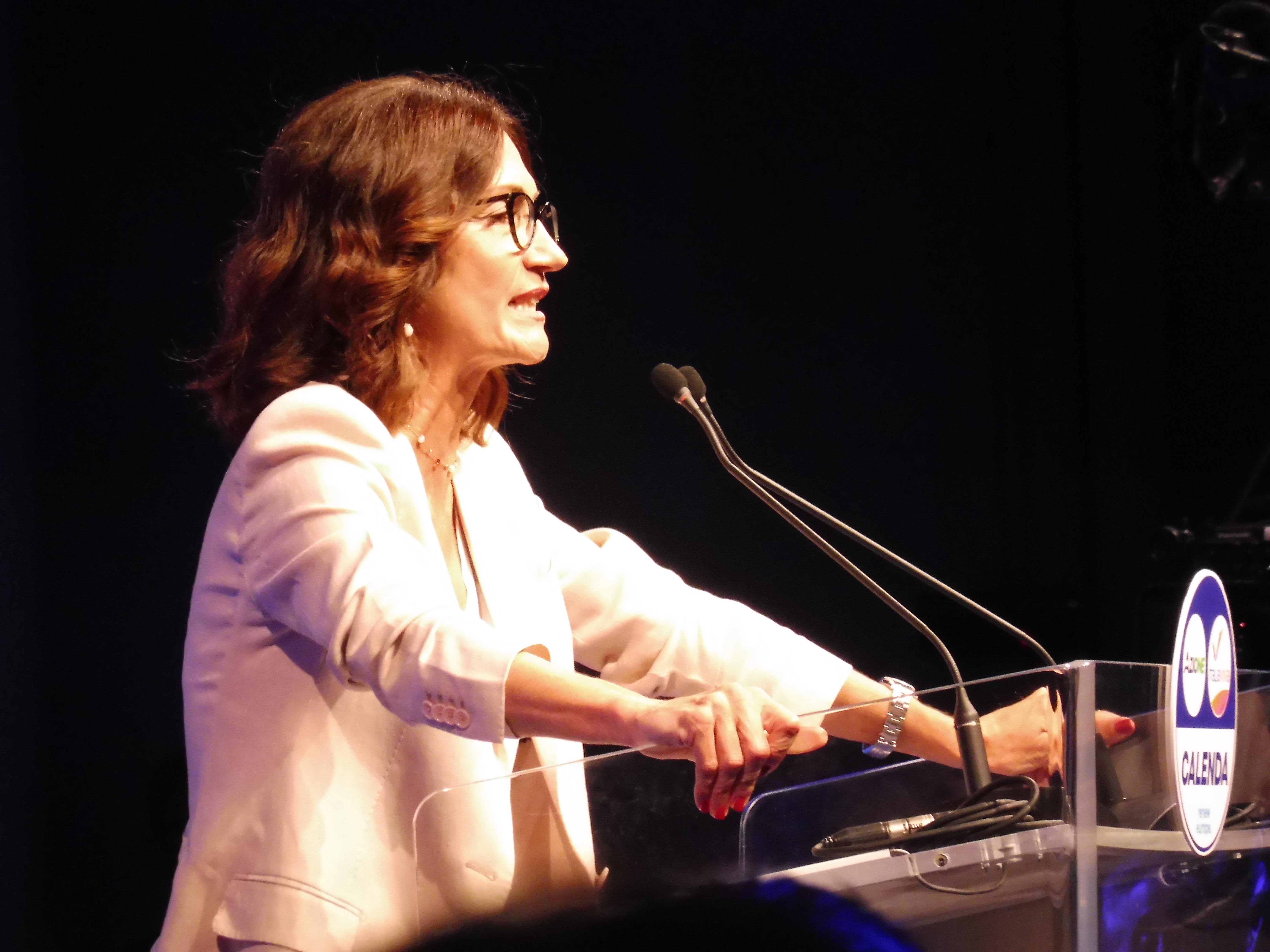
Gelmini durante l'evento di apertura della campagna elettorale del Terzo Polo al Supertudio di Milano (2 settembre 2022)

Alle elezioni politiche anticipate del 25 settembre viene candidata al Senato nella lista Azione - Italia Viva nel collegio uninominale Lombardia - 09 (Treviglio), oltreché in seconda posizione dietro a Matteo Renzi nei collegi plurinominali Lombardia - 02, Lombardia - 03, Toscana - 01 e Campania - 01. Arriva terza nell'uninominale con l'8,25% (circa 33.000 voti) dietro a Giulio Terzi di Sant'Agata del centrodestra (59,75%) e a Cristina Tedaldi del centrosinistra (20,99%), ma risulta eletta nel plurinominale Toscana - 01 al posto di Renzi, che ottiene il seggio per il collegio plurinominale Campania - 01.
Diventa vicepresidente del gruppo al Senato e il 28 ottobre viene scelta come vicesegretario e portavoce nazionale di Azione.
Il 17 settembre 2024, in disaccordo con leadership del partito riguardo l'adesione al "campo largo" con Partito Democratico, Movimento 5 Stelle e Alleanza Verdi e Sinistra in vista delle elezioni regionali in Umbria, Emilia-Romagna e Liguria, decide di lasciare Azione insieme a Mara Carfagna e Giusy Versace. Il 25 settembre le tre parlamentari fondano “Centro Popolare”, un’associazione costituita con lo scopo di rafforzare l’area moderata e riformista del centrodestra attraverso un percorso fondativo con Noi Moderati. Dal 30 ottobre fa parte del gruppo Civici d'Italia-UDC-Noi Moderati (Noi con l'Italia, Coraggio Italia, Italia al Centro)-MAIE-Centro Popolare.

## Attività da ministro dell'istruzione, dell'università e della ricerca

### Provvedimenti ufficiali

#### Decreto Gelmini sulla scuola primaria e secondaria

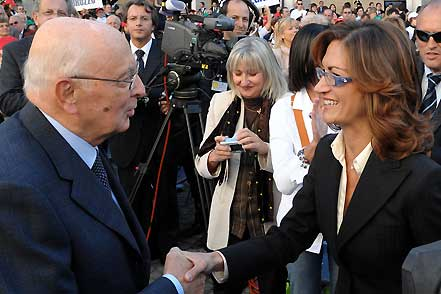
Gelmini con il Presidente della Repubblica Giorgio Napolitano

Il suo primo provvedimento è il decreto-legge 137/2008 datato 1º settembre 2008 e intitolato "Disposizioni urgenti in materia di istruzione e università", poi convertito in legge dal Senato il 29 ottobre 2008 sotto il nome di Legge 169/2008.
Tra le novità introdotte dal decreto Gelmini, ha ricevuto grande attenzione da parte dell'opinione pubblica la reintroduzione, a partire dall'anno 2009, del maestro unico nella scuola primaria in sostituzione del precedente sistema con 3 insegnanti per ogni 2 classi e un orario compreso tra le 27 e le 30 ore settimanali per il modulo e dalle 30 alle 32 ore per il tempo pieno. Tale provvedimento, a detta del ministro, si sarebbe reso necessario per adeguare il rapporto tra studenti e insegnanti alla media europea. In particolare, si prevede che il reclutamento del personale docente debba in ogni caso essere pianificato in proporzione a tale riduzione, cioè sulla base di un tempo scuola limitato a ventiquattro ore settimanali. Questo provvedimento, in base a quanto previsto dal governo nella legge finanziaria 133/2008, dovrebbe concorrere a una riduzione di 7,8 miliardi di euro della spesa pubblica scolastica tra il 2009 e il 2012, evitando l'immissione in ruolo di oltre 85 000 docenti precari.
A fronte delle preoccupazioni espresse per la riduzione dell'orario, la Gelmini ha sostenuto in un'intervista che il tempo pieno non solo non verrà meno, ma verrà aumentato ed esteso a più classi senza alcuna spesa ulteriore. Di fatto nel piano programmatico redatto dal ministro viene delegata agli istituti ampia autonomia per quello che riguarda la durata e l'articolazione dell'attività educativa, ferme restando le disposizioni del decreto: in altri termini, le scuole potranno ampliare l'offerta formativa a loro spese, cioè senza contributi da parte dello stato. In seguito Gelmini ha garantito alle famiglie la possibilità di scegliere il percorso formativo in cui inserire gli studenti, spaziando dalle 24 ore del modulo con maestro unico alle 30 del tempo pieno; in occasione delle iscrizioni all'anno 2009-2010, il 90% delle famiglie ha comunque scelto di usufruire delle soluzioni con orari superiori alle 24 ore originariamente proposte dal ministro, suscitando perplessità riguardo al reperimento dei fondi necessari ad esaudire tali richieste.
Il mininstro Gelmini ha inoltre stabilito nel decreto il ripristino del valore in pagella del voto in condotta, promuovendolo quindi a parametro di valutazione complessiva dello studente; il provvedimento servirebbe secondo il ministro a contrastare il fenomeno del bullismo diffuso nelle scuole. Questo intervento ha incontrato sia pareri positivi, tra cui quello del Moige, ma anche perplessità, come quelle espresse dall'associazione religiosa Exodus onlus. Vengono inoltre ripristinati in pagella i voti in decimi, a sostituire i giudizi.
In materia di strumenti scolastici il decreto, così come modificato alla Camera e in esame al Senato, prevede che i libri di testo per la scuola primaria vengano adottati solo nel caso in cui «l'editore si sia impegnato a mantenere invariato il contenuto nel quinquennio [successivo alla data di adozione ndr.], salvo le appendici di aggiornamento eventualmente necessarie da rendere separatamente disponibili», e che vengano sostituiti con cadenza quinquennale al fine di ridurre il fenomeno del "caro-libri". Un provvedimento simile è stato adottato anche per le scuole secondarie di primo e secondo grado, nelle quali però i libri verranno sostituiti ogni sei anni invece che cinque.
Si stabilisce infine che dall'attuazione del presente decreto «non devono derivare nuovi o maggiori oneri a carico della finanza pubblica».

#### Decreti Gelmini sulle Università
La conversione in legge del decreto sulla scuola primaria e secondaria è stata seguita, il 10 novembre 2008, dalla pubblicazione sulla Gazzetta Ufficiale del decreto legge 180/2008 intitolato Disposizioni urgenti per il diritto allo studio, la valorizzazione del merito e la qualità del sistema universitario e della ricerca. Gli obiettivi principali del decreto riguardano l'innalzamento del turnover dal 20% (imposto a tutte le amministrazioni dalla precedente Legge 133/2008 approvata ad agosto dallo stesso governo) al 50% per quegli atenei che non sono ritenuti "onerosi", ossia con una spesa per il personale superiore al 90% dello stanziamento statale, questi ultimi invece non potranno bandire concorsi per l'assunzione di nuovi docenti, ricercatori o personale amministrativo.
Vengono inoltre modificate le procedure di valutazione degli aspiranti professori universitari di prima e seconda fascia e dei ricercatori attraverso l'introduzione di criteri di sorteggio per i membri delle commissioni esaminatrici, con lo scopo - dichiarato - di impedire la predeterminazione dell'esito dei concorsi e di incoraggiare quindi una maggiore partecipazione. In realtà le nuove norme sulla determinazione delle commissioni esaminatrici risultano incomplete e, in alcune parti, estremamente vaghe, circostanza che, di fatto, ha determinato un blocco totale dei concorsi dall'entrata in vigore della legge. Inoltre, a differenza dei precedenti criteri di determinazione delle commissioni di concorso, la nuova legge prevede che queste ultime siano costituite solo ed esclusivamente da docenti di prima fascia, cosa che - a dispetto delle dichiarazioni del ministro - accresce enormemente il potere dei docenti di prima fascia e impoverisce il ruolo, all'interno degli atenei, dei professori di seconda fascia e dei ricercatori.
Il provvedimento è stato approvato alla Camera il giorno 8 gennaio 2009, nonostante le proteste di studenti, ricercatori e precari dell'università che, per settimane, avevano dato vita ad una massiccia mobilitazione con manifestazioni di protesta in quasi tutte le città italiane.
Il 23 dicembre 2010 è stata approvata in via definitiva dal Senato della Repubblica il disegno di legge 1905 che modifica completamente il sistema di gestione delle università, e le modalità di reclutamento ed avanzamento di carriera dei docenti e dei ricercatori. Anche questo disegno di legge ha suscitato proteste.

### Antefatto: Legge Finanziaria Triennale n.133/2008
Il provvedimento sull'adozione del maestro unico ha recepito quanto precedentemente disposto nell'articolo 64 del D.L. datato 25 giugno 2008 e poi convertito in legge il 6 agosto 2008 (legge n.133, "Disposizioni urgenti per lo sviluppo economico, la semplificazione, la competitività, la stabilizzazione della finanza pubblica e la perequazione tributaria"), nel quale era stato previsto di realizzare «per il bilancio dello Stato economie lorde di spesa, non inferiori a 456 milioni di euro per l'anno 2009, a 1 650 milioni di euro per l'anno 2010, a 2 538 milioni di euro per l'anno 2011 e a 3 188 milioni di euro a decorrere dall'anno 2012» con la precisazione che «una quota parte delle economie di spesa [...] venisse] destinata, nella misura del 30 per cento, ad incrementare le risorse contrattuali stanziate per le iniziative dirette alla valorizzazione ed allo sviluppo professionale della carriera del personale della Scuola a decorrere dall'anno 2010». Le cifre del D.L. sono state tradotte in criteri operativi nel piano programmatico redatto da Gelmini con il concerto del Ministero dell'Economia e delle Finanze, che prevede esuberi stimati intorno alle 87 400 unità per il personale docente (entro l'anno scolastico 2011/2012), e alle 44 500 unità per il personale ausiliario ATA (nel triennio 2009 - 2011).
Nel medesimo decreto legge, ma all'articolo 16, si consente alle università di trasformarsi in fondazioni di diritto privato (con un voto a maggioranza assoluta del senato accademico), ossia in enti dotati di autonomia gestionale, organizzativa e contabile in deroga quindi «alle norme dell'ordinamento contabile dello Stato e degli enti pubblici, ma comunque nel rispetto dei vincoli derivanti dall'ordinamento comunitario».

### Altri provvedimenti e dichiarazioni
Gelmini si è detta favorevole al ritorno del grembiule alle elementari sia per una questione di ordine, sia per eliminare le differenze sociali tra gli scolari che tenderebbero ad emergere in particolare nell'abbigliamento più o meno "griffato". Secondo i risultati di un sondaggio riportati da un quotidiano, tale decisione ha incontrato l'approvazione della maggioranza degli intervistati.
È anche previsto, a partire dall'anno scolastico 2009/2010, l'avvio dell'insegnamento obbligatorio dell'educazione civica e di attività di formazione alle regole della strada e al rispetto dell'ambiente. Gelmini ha inoltre promosso l'utilizzo di nuove versioni digitalizzate dei libri di testo.
Nell'ottobre 2008 infine il ministro ha stanziato i fondi per l'acquisto di 10 000 lavagne interattive multimediali, collegabili a computer ed anche alla rete internet.

### Controversie

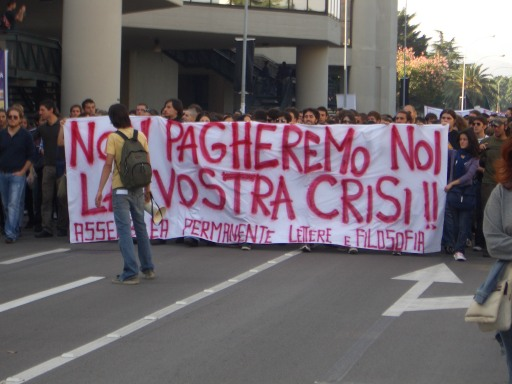
Una manifestazione di studenti universitari a Palermo, il 20 ottobre 2008, contro i provvedimenti del ministro Gelmini

Gelmini, per aver avviato con il suo piano programmatico del 2008 una politica di tagli al personale per un totale di circa 87 000 insegnanti e 44 000 tecnici senza la concertazione con i Sindacati, ha portato gli stessi, e in particolare le sigle Gilda, Cobas, CGIL, CISL e UIL, a manifestare la loro contrarietà temendo ricadute sia sul tempo-scuola che sull'occupazione. ll ministro ha giustificato l'azione di governo sostenendo che le scuole rappresentano un'«agenzia educativa, e non un'istituzione per moltiplicare posti di lavoro», e che il provvedimento si è reso necessario in quanto al momento «il 97% della spesa [scolastica] è in stipendi». In un primo momento, anche il ministro leghista Umberto Bossi non si era trovato d'accordo con tale decisione, ma poco dopo ha dichiarato che nei confronti di Gelmini non esiste nessun conflitto. Il provvedimento sull'adozione dei libri di testo è stato invece criticato dall'A.I.E. (associazione italiana degli editori), così come il provvedimento legato all'introduzione delle lavagne multimediali.
Altre polemiche sono state suscitate dalla proposta avanzata dal ministro di potenziare il sistema italiano di attribuzione dei meriti, ostacolato da «forti disincentivi alla capacità individuale»; in proposito, è stata criticata perché lei stessa si era trasferita per poter sostenere l'esame di abilitazione alla professione di avvocato a Reggio Calabria, dove la percentuale degli ammessi negli anni precedenti è sempre stata pari ad oltre il triplo rispetto a quella nella città di Brescia. Gelmini si è difesa affermando che all'epoca i suoi genitori non potevano permettersi di mantenerla a lungo negli studi, e che essendo sfavorita da un sistema generale di "esamificio" dominato a suo parere da una logica di casta che promuoveva esclusivamente i figli dei giuristi più emergenti, l'unico modo per ottenere l'abilitazione fosse quello di sostenere l'esame in un'altra sede.
Un episodio simile è stato innescato da un'indagine svolta dall'OCSE: basandosi sul rapporto di valutazione della qualità della formazione scolastica effettuato nel 2007, nel quale gli studenti degli istituti meridionali risultano collocati agli ultimi posti, Gelmini ha sostenuto che «nel Sud alcuni istituti abbassano la qualità dell'istruzione» alimentando diverse critiche anche da parte dei suoi stessi alleati, come il presidente della Regione Siciliana Raffaele Lombardo, che ha definito "razziste" le parole del ministro. Gelmini si è giustificata precisando di riferirsi «alle scuole, non agli insegnanti».
Al fianco della Gelmini si sono schierati sia membri del suo stesso partito, come Maurizio Gasparri, che ha giudicato le accuse alla Gelmini strumentali e animate da una visione ideologica di parte, sia alcuni esponenti dell'opposizione, come l'ex-ministro dell'Istruzione Luigi Berlinguer, parzialmente a favore del suo operato e dell'intenzione di riformare la scuola. È stato poi lo stesso presidente della repubblica, Giorgio Napolitano, a riaffermare la necessità di un rinnovamento del sistema scolastico, aggiungendo che nessuna parte politica o sociale può sottrarsi a questa esigenza, e che «non sono sostenibili posizioni di pura difesa dell'esistente».
Alcuni degli esponenti politici della maggioranza e dei giornalisti che si sono espressi a sostegno del provvedimento hanno contestato la scelta, risalente al 1990, di modificare il sistema scolastico allora vigente, reputandola non funzionale al miglioramento della didattica scolastica bensì mirata alla creazione di nuovi posti di lavoro, nell'ottica di un "consociativismo politico-sindacale" che, a loro giudizio, avrebbe caratterizzato molti aspetti della vita repubblicana e in aperta contraddizione con una concomitante presunta diminuzione della popolazione scolastica italiana. Le indagini ISTAT hanno in effetti stimato, nel decennio antecedente, un calo demografico in tale fascia.

#### Reazioni nell'università e nella scuola
I provvedimenti varati da Gelmini nella legge finanziaria e nel primo decreto hanno suscitato una dura reazione da parte del mondo della scuola e dell'università: per tutto il mese di ottobre 2008, si sono susseguiti scioperi degli insegnanti e del personale ATA, manifestazioni dei genitori delle elementari, oltre a diverse iniziative dei movimenti studenteschi delle superiori e delle università, cortei, lezioni in piazza.
Il ministro ha dichiarato in una trasmissione di Canale 5 di non capire le ragioni della protesta e verso la fine del mese ha accettato di incontrare una rappresentanza degli studenti universitari e medi. Il rifiuto di Gelmini di ritirare il decreto ha tuttavia portato alla spaccatura delle associazioni studentesche, divise tra chi considera concluso il dialogo e chi invece intende continuarlo.
Durante una visita del ministro in un liceo di Roma, le forze di polizia hanno provveduto all'identificazione di alcuni contestatori. Gelmini, informata sull'accaduto, ha chiesto alle forze dell'ordine di non intervenire in futuro in situazioni simili dichiarando di essere in grado di affrontare personalmente la dialettica con chi alza la voce.

#### La gaffe del "tunnel"
Con un comunicato stampa del 23 settembre 2011 il ministro, facendo i complimenti agli scienziati del CERN e dell'INFN che avevano rilevato dei neutrini che avrebbero viaggiato ad una velocità superiore a quella della luce (cosa poi smentita da un più accurato controllo dei percorsi dei segnali GPS), ha affermato che "Alla costruzione del tunnel tra il CERN ed i Laboratori nazionali del Gran Sasso, attraverso il quale si è svolto l'esperimento, l'Italia ha contribuito con uno stanziamento oggi stimabile intorno ai 45 milioni di euro". L'affermazione ha dato inizio ad una serie di polemiche, visto che tra i due laboratori, distanti in linea retta 730 km, non esiste alcun tunnel. Il Ministero ha successivamente emesso un comunicato stampa in cui si affermava che il tunnel di cui si parlava "non è per nessuna ragione intendibile come un tunnel che collega materialmente Ginevra con il Gran Sasso",.
Il 29 settembre 2011, tuttavia, Massimo Zennaro, portavoce di Gelmini, presentava le proprie dimissioni. Pur non essendo l'autore materiale del comunicato, come portavoce era infatti responsabile dell'omesso controllo e della gestione della comunicazione successiva alla gaffe.
Successivamente l'esistenza di un siffatto tunnel veniva riportata per errore in un testo scolastico. La gaffe è diventata un cult in rete.

#### Nomina del capo della segreteria
Nella sua funzione di ministro per gli affari regionali e le autonomie ha nominato come suo capo della segreteria tecnica l'ex deputato Massimo Parisi. Ha suscitato diverse polemiche il fatto che lo stesso avesse in corso, al momento della nomina, un processo presso il Tribunale di Firenze per presunta bancarotta e altri reati, che in primo grado hanno comportato una condanna a 5 anni di carcere con l'interdizione dai pubblici uffici e a un procedimento per danno di fronte alla Corte dei Conti.